# چیورنویه اوزرو (باشقیرستان)
چیورنویه اوزرو (به لاتین: Chyornoye Ozero) یک منطقهٔ مسکونی در روسیه است که در باشقیرستان واقع شده‌است.